# Östersunds garnison
Östersunds garnison var en garnison inom svenska Försvarsmakten som verkade i olika former åren 1893–2006. Garnisonen bestod av flera olika kasernetablissement på olika platser i Östersund. Garnisonens historia sträcker sig tillbaka till när kaserner till Norrlands artilleriregemente uppfördes 1893. Flertalet av de ursprungliga byggnaderna är förklarade som statliga byggnadsminnen. Östersunds garnisonschef var tillika Jämtlands fältjägarregementes chef. Garnisonen sträckte sig över hela staden och inkluderade även Frösön utanför Östersund. 

## Historia
Åren 1893–1911 uppfördes två kasernområden i centrala staden, vilka ritades av arkitekten Erik Josephson. Garnisonen har representerats av förband ur både Armén och Flygvapnet. Förutom utbildningsregementena och flygflottiljen fanns skolor, garnisonssjukhus och staber. Garnisonen har en byggmassa som spänner från förläggningar, administrationsbyggnader, verkstäder till enkla förråd. Fram till sommaren 2005 fanns samtliga truppslag inom Armén representerade inom garnisonen. Från den 1 september 2005 utgörs garnisonen av Norrbottens regemente samt Artilleriregementet.
När garnisonen var som störst innehöll den A 4, F 4 och I 5 samt militärområdes- och fördelningsstab. Garnisonens olika förband/staber/skolor har varit hotade i olika försvarsbeslut under 1990-talet och fram till 2004. I försvarsbeslutet 1996 beslutades att Norrlands artilleriregemente skulle läggas ner, och att Jämtlands försvarsområde (Fo 22) skulle slås samman med Västernorrlands försvarsområde (Fo 23). I samband med detta tillkom Jämtlandsgruppen inom garnisonen. 
Garnisonen lades ned genom försvarsbeslutet 2004 och levde sedan fram till den 30 juni 2006, då den tretungade örlogsflaggan halades för sista gången i staden. När beslutet om att garnisonen skulle läggas ned, hade den drygt 1400 anställda vilket motsvarade cirka 5 % av arbetskraften inom Östersunds kommun. En del kritiker menar att garnisonen var unik och en av Sveriges bästa, då de olika verksamheter Försvarsmakten hade inom garnisonen skapade stora möjligheter för samordning.
Genom försvarsbeslutet 2004 kom riksdagen bland annat att besluta om en avveckling av Jämtlands flygflottilj och Jämtlands fältjägarregemente. Inför försvarsbeslutet ställdes regementet mot Södra skånska regementet (P 7), Södermanlands regemente (P 10) och Gotlands regemente (P 18), där regeringen var angelägen om att skapa rationella produktionsförutsättningar och en långsiktigt hållbar organisationsstruktur. Den nya organisationen skulle svara mot de krav som den nya strukturen med insatsförband och utvecklings- och kompetensresurser ställer. Samtliga regementen utbildade mekaniserade förband och hade goda produktionsförhållanden samt goda verkstadsresurser. Regeringen ville att Försvarsmakten skulle utvecklas till ett insatsförsvar, med en större tonvikt på internationalisering, något som kom att medföra att regeringen föreslog en avveckling av bland annat Jämtlands fältjägarregemente. Kvar av de tre regementena blev Södra skånska regementet, vilket regeringen ansåg ha den mest fördelaktiga lokaliseringen med närhet till ett övningsfält som var av central betydelse för Försvarsmakten. Regeringen fäste även stor vikt vid att ha ett militärt utbildningsförband med markstridsinriktning i Skåneregionen, med korta avstånd både till Öresundsbron och Barsebäcksverket.
I propositionen inför försvarsbeslutet fanns det fyra flygflottiljer inom Flygvapnet och en skulle avvecklas. Då den övergripande dimensioneringen av grundorganisationen angav att Flygvapnet borde bestå av tre flygflottiljer. Regeringen ansåg att både F 7 och F 17 skulle bibehållas och ställde F 4 och F 21 i Luleå mot varandra. Dock så ansåg regeringen att F 4 skulle avvecklas, då F 21 hade bättre förutsättningar i form av bättre övningsbetingelser med en närhet till flygövningsområden, miljötillstånd för tre divisioner och tillgång till egen flygverkstad med kompetens för JAS 39 Gripen. Visserligen ansågs det att F 4 även de hade en närhet till sin flygövningsområden, men till flygövningsområden över hav var det cirka 20 minuters flygtid enkel väg. Men det miljötillstånd som flottiljen hade för tre divisioner menade man skulle skapa begränsningar gällande skjutmål i flottiljens närhet. Från den 1 januari 2005 övergick samtliga förband inom garnisonen till en avvecklingsorganisation, där alla avvecklingsåtgärder skulle vara slutförda senast den 30 juni 2006. Efter att garnisonen avvecklats återstod Fältjägargruppen, vilken lokaliserades till östra delen på det före detta flottiljområdet på Frösön.
Våren 2018 framkom det att Fältjägargruppen önskade att flytta sin verksamhet från Frösön, där verksamheten led av vissa säkerhetsbrister i form av avsaknad av staket samt ett föråldrat inpasseringssystem. Istället planeras verksamheten flyttas till Lugnvik i norra Östersund. Målet med köpet är försvaret ska lämna Frösön och flytta till Lugnvik i november 2022.
Den 14 maj 2019 överlämnade Försvarsberedningen sin slutrapport till regeringen, där man föreslog hur det militära försvaret skulle utvecklas åren 2021–2025. Försvarsberedningen föreslog bland annat att två nya regementen skulle etableras för utbildning av territoriella förband. Som förslag till var dessa skulle förläggas föreslogs Falun, Härnösand, Sollefteå och Östersund. I Försvarsmaktens budgetunderlag för 2021 till regeringen föreslog Försvarsmakten återhållsamhet med att upprätta nya organisationsenheter på grund av stora investeringskostnader och långa ledtider gällande miljötillståndsprövning.
Den 26 maj 2020 meddelade Östersunds kommun att man avsåg att köpa lägerområdet på Grytans skjutfält från det privata företaget Grytan Invest AB. Bakgrunden till att kommunen köpte lägret är etableringen av ett eller två nya regementen i Sverige, där Östersund är en av fyra orter som konkurrerar om en militär återetablering. Affären omfattade 40 hektar mark och 27 byggnader, varav ett hotell till ett värde av 14,5 miljoner kronor. Tilläggas kan göras att Fortifikationsverket sålde lägerområdet för 2,5 miljoner kronor. Den 7 juli 2020 meddelade regeringen att man begärde in kompletterande budgetunderlag för 2021 från Försvarsmakten. I uppdraget skulle Försvarsmakten justera budgetunderlaget för 2021, där bland annat genom  militärstrategiska motiv som regeringen vill återetablera ett regemente till Östersund. Den 17 juli 2020 svarade Försvarsmakten på regeringens uppdrag, där man gällande grundorganisationen föreslog att inrätta Jämtlands fältjägarregemente (I 5) i Östersund vilket man beräknade skulle tynga anslagsposten "Förbandsverksamhet och beredskap" med cirka 1.200 miljoner kronor under perioden 2023–2030. Någon större analys av de potentiella skjutfältens förutsättningar och miljötillstånd för att möjliggöra relevanta utbildningsförutsättningar hade Försvarsmakten inte kunnat genomföra på grund av regeringens givna tidsförhållanden. Dock avsåg Försvarsmakten att inför budgetunderlaget för 2022 redovisa ett fördjupat beslutsunderlag gällande etablering av en organisationsenhet i Östersund för utbildning av en till två lokalförsvarsskyttebataljoner.

### Planerade förband
Enligt försvarsbeslutet 1914 avsågs att förlägga Norrlands ingenjörkår (Ing 5) och även genom ett beslut 1916 avsågs Fjärde intendenturkompaniet (Int 4) till staden. Dock kom dessa aldrig att sättas upp, utan planeringen av Ing 5 avvecklades helt i samband med försvarsbeslutet 1925 och Int 4 förlades till Sollefteå. Inför försvarsbeslutet 1936 föreslog regeringen att Jämtlands fältjägarregemente avvecklas, vars etablissement delvis skulle övertas av Norrlands ingenjörkår, vilket skulle bildas av huvuddelen av Svea ingenjörkår. Återstoden av etablissementet skulle reserveras för bland annat vinterförläggning av skolor. Dock kom antogs aldrig förslaget av riksdagen.

## Frösön

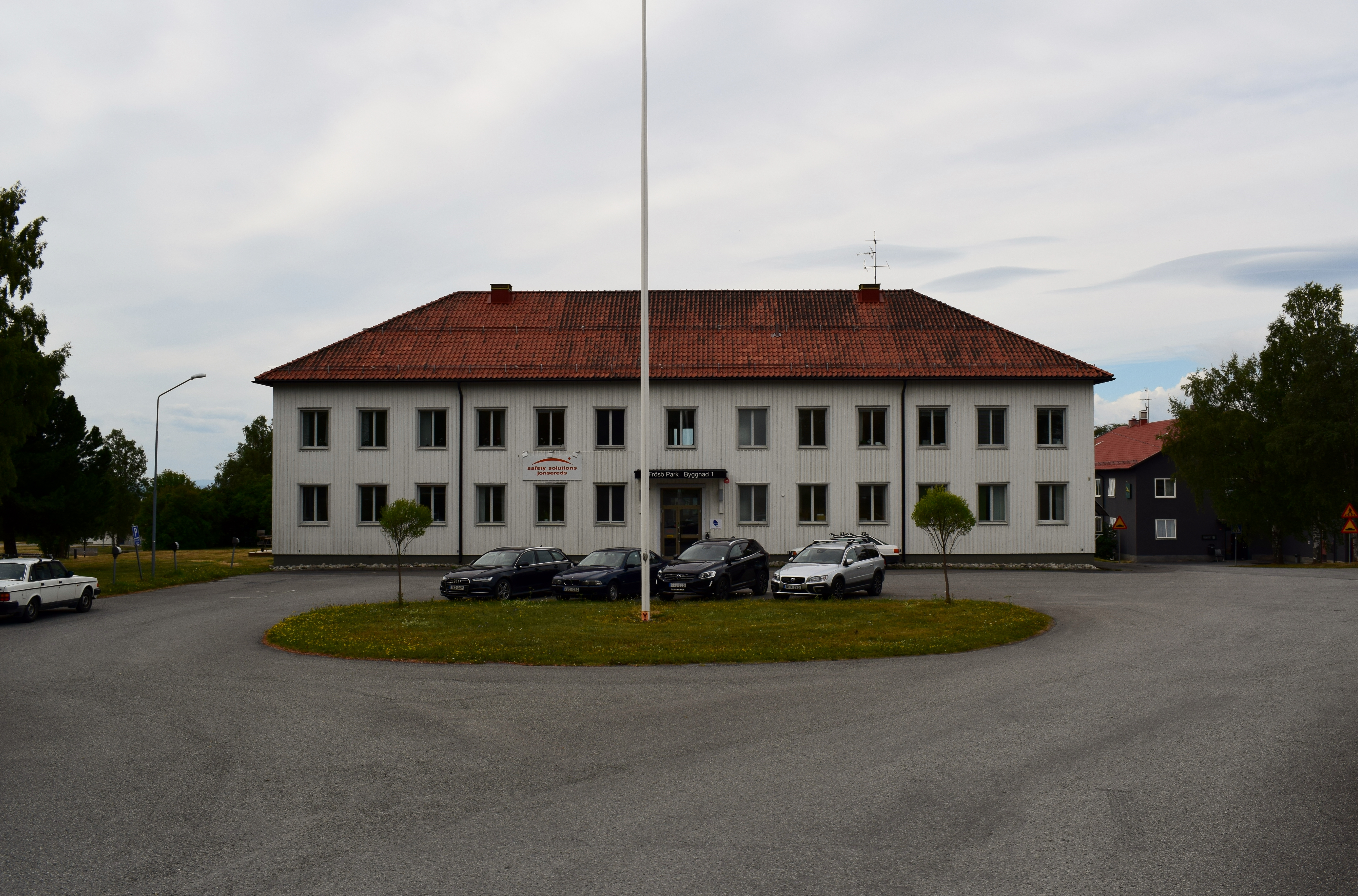
Frösön

På Frösön har den militära närvaron funnits sedan 1682 och var ursprungligen lägerplats åt Jämtlands regemente. Åren 1802–1893 var Jämtlands hästjägarkår förlagda till lägret. När sedan Jämtlands fältjägarregemente flyttade in 1910 till Fältjägargränd blev lägret remontdepå för kavalleriet. År 1926 övertogs lägret av vad som blev Jämtlands flygflottilj. Fram till 1926 hade ett 60-tal byggnader uppförts och med flygflottiljen tillkom ett 50-tal byggnader. Byggnaderna inom flottiljområdet är uppförda i flera olika stilar, bland annat funkisstil och senare efter 1940 års militära byggnadsutrednings typritningar. År 1958 öppnades flygplatsen även för civil passagerartrafik. År 2006 flyttade Fältjägargruppen från Fältjägargränd ut till Frösön.

## Fyrvalla (Genvägen 35)

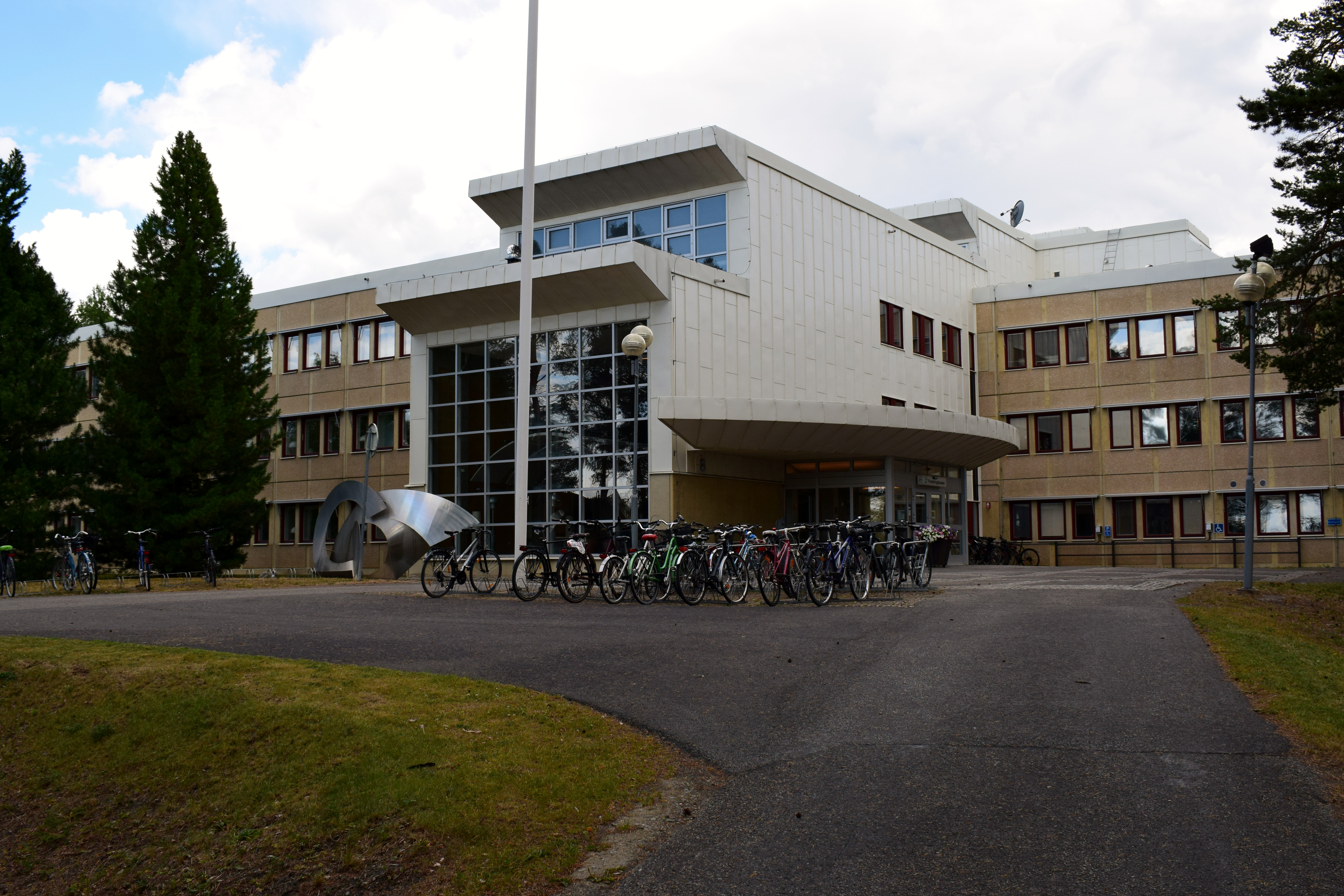
Genvägen

Under 1960-talet tillsattes Armén en utredning, Teknikerutredning 67 (TU 67), vilken skulle utreda att sammanföra de tre tekniska skolorna Tygförvaltningsskolan (TygS), Mekanikerskolan vid Arméns stabs- och sambandsskola (StabSbS) och Arméns radar och luftvärnsmekanikerskola (RMS) till en teknisk skola vilken kom att gå under arbetsnamnet ATS. Utredningen kom fram till att Stora Frösunda i Solna var en lämplig lokaliseringsort till skolan.
Samtidigt som Arméns utredning fortlöpte höll regeringen en utredning om utlokalisering av statliga verk från Stockholm. I regeringens utredning hade dock inte Östersund blivit lovat något statligt verk, vilket fick regeringen att lägga fram förslaget att ATS skulle förläggas till Östersund, helt tvärtemot Arméns egna utredning, vilken hade föreslagit Frösundaområdet i Solna som lokaliseringsort. Dock ansåg remissinstanserna att Frösundaområdet inte var lämpligt som förläggningsort. Genom att riksdagen antog regeringens proposition 1971:29 beslutades att skolan skulle förläggas till Östersund. I oktober 1971 fick dock överbefälhavaren i uppdrag att avvakta med att inrätta den nya tekniska skolan för armén och istället tillsätta en ny utredning, vilken fick namnet ATS 72. Överbefälhavaren hade där prövat Göteborg, Hässleholm, Enköping, Södertälje/Almnäs och Östersund som lokaliseringsort. Överbefälhavarens utredning kom fram till att en samlokalisering med Svea ingenjörregemente (Ing 1) i Södertälje var den lämpligaste ur flera synvinklar då bland annat materieltunga förband samt lärare fanns att tillgå vid förband och staber i Mellan- och Sydsverige samt att all kommunikation sammanstrålar i Stockholm. Samtliga inbjudna civila och militära remissinstanser avslog förslaget om att förlägga skolan till Östersund.
Dock lade regeringen fram Östersund som lokaliseringsort och den 18 mars 1976 antog riksdagen regeringens proposition om att skolan skulle förläggas till Östersund. Regionalpolitik låg bakom regeringens förslag, då man såg en betydande lokaliseringseffekt för Östersunds kommun och regionen. Regeringens förslag byggde på att Tygförvaltningsskolan den 1 januari 1977 skulle ombildas till Arméns tekniska skola. Skolan skulle till en början vara lokaliserad till Tygförvaltningsskolans befintliga lokaler i Stockholm. Hösten 1979 skulle skolan sedan omlokaliseras till Östersund. Vid samma tidpunkt föreslogs att den tekniska utbildningen av pjäs- och bandtraktormekaniker vid Norrlands artilleriregemente (A 4) i Östersund och Smålands artilleriregemente (A 6) i Jönköping skulle övertas av Arméns tekniska skola. Resterande skolor, Mekanikerskolan vid Arméns stabs- och sambandsskola (StabSbS) och Arméns radar och luftvärnsmekanikerskola (RMS), föreslogs i en andra etapp sommaren 1980 omlokaliseras till Östersund. Sommaren 1984 marscherade de första eleverna in på Arméns tekniska skola i Östersund. De första 19 eleverna tillhörde officershögskolans officerskurs 1983/1985. Kvar i Barkarby blev en avvecklingsorganisation som verkade fram till den 30 juni 1985.
Den 1 oktober 1984 bildades Arméns tekniska skola officiellt, men redan den 28 januari 1984 invigdes skolan. Invigningsförrättningen genomfördes av Konung Carl XVI Gustaf och det militära etablissemanget med ÖB och Arméchefen i spetsen. För första gången hade nu skolan lokaler som var helt anpassade för dess utbildning. Vid bildandet i Östersund kom Arméns tekniska skola upphöra som egen myndighet och underställdes, precis som övriga arméförband inom garnisonen, chefen för Östersunds armégarnison. Östersunds armégarnison var en försöksorganisation som upplöstes den 30 juni 1990 varvid Arméns tekniska skola från den 1 juli 1990 blev en egen myndighet underställd militärbefälhavaren för Nedre Norrlands militärområde (Milo NN).
Inför försvarsbeslutet 2004 ansåg regeringen att Försvarsmaktens utbildningssystem var både orationellt och kostnadsdrivande, då utbildning i teknisk tjänst genomfördes vid Försvarsmaktens Halmstadsskolor (FMHS) i Halmstad, Arméns tekniska skola (ATS) i Östersund och vid Örlogsskolorna (ÖS) i Karlskrona och Haninge/Berga. Dessutom utbildade Försvarsmakten totalförsvarspliktiga i teknisk tjänst vid utbildningsplattformarna, liksom vid Upplands regemente (S 1) och Flygvapnets Uppsalaskolor (F 20). I dess ställe ansåg regeringen att all teknisk utbildning skulle samlas till en ny skola, Försvarsmaktens tekniska skola (FMTS), lokaliserad till Halmstads garnison. Gällande Motorskolan, kom den att åter lokaliseras till Skövde garnison, för att där inordnas inom Göta trängregemente (T 2).
Den 17 juni 2005 hölls en gemensam avvecklingsceremoni för samtliga berörda förband inom Östersunds garnison. Den 31 augusti 2005 avslutade årets kull av värnpliktiga systemtekniker sin slutövning och de blev de sista eleverna på Arméns tekniska skola i Östersund. Verksamheten på ATS bedrevs i totalt 21 år.

## Gunder Häggs väg 14 (Ishallsvägen)

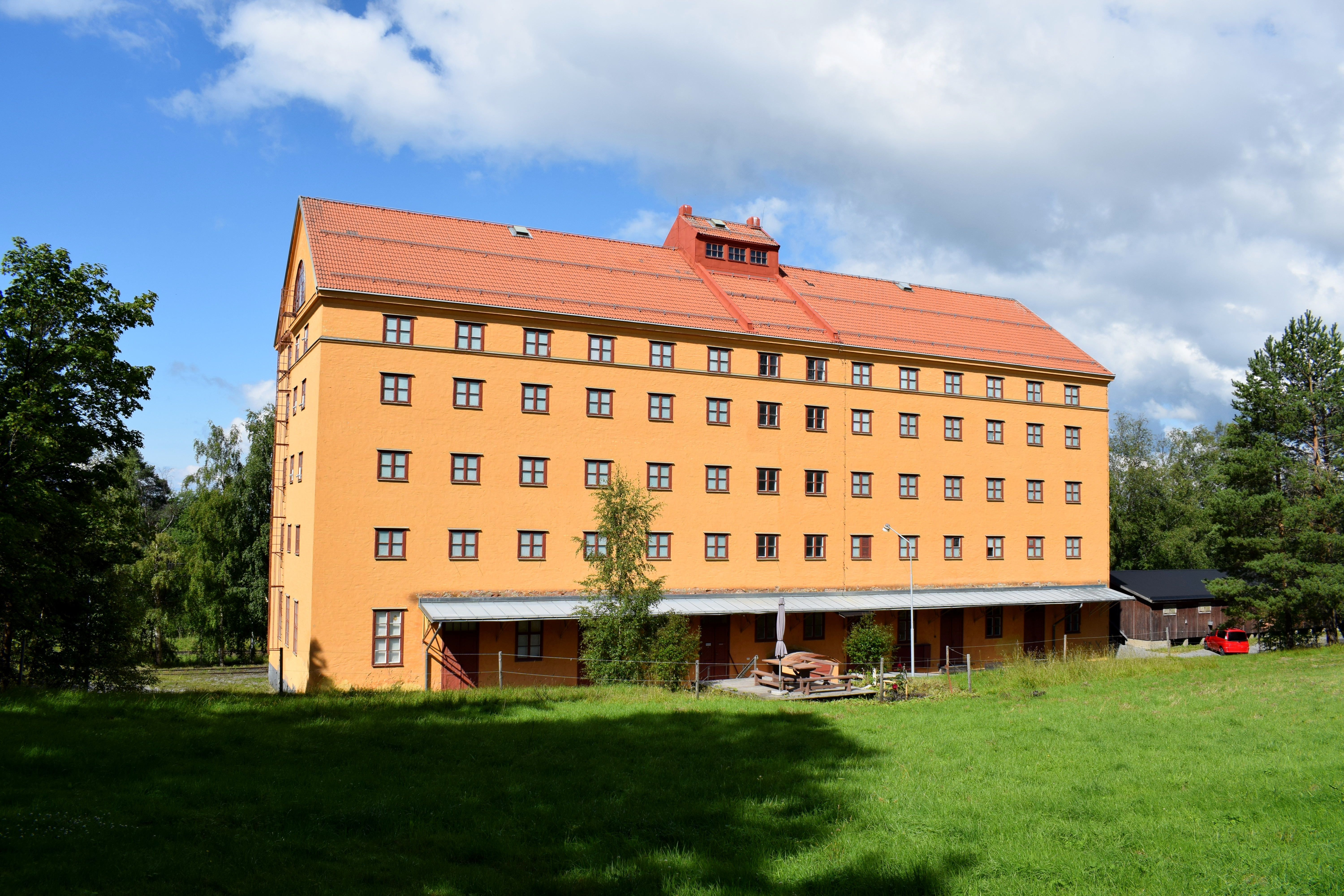
Havremagasinet i Östersund

Enligt ett beslut 1916 avsågs Fjärde intendenturkompaniet (Int 4) förläggas till staden. Arbetet med kaserner och bageri avbröts 1919. Kvar fanns ett sex våningar högt hus avsett som havremagasin, vilket färdigställdes 1921. Byggnaden användes åren 1919–1990 av Förplägnadsanstalten i Östersund. År 1990 tog Jämtlands läns museum över byggnaden för att använda den som magasin.

## Kanslihusgränd 2 (Fältjägargränd)

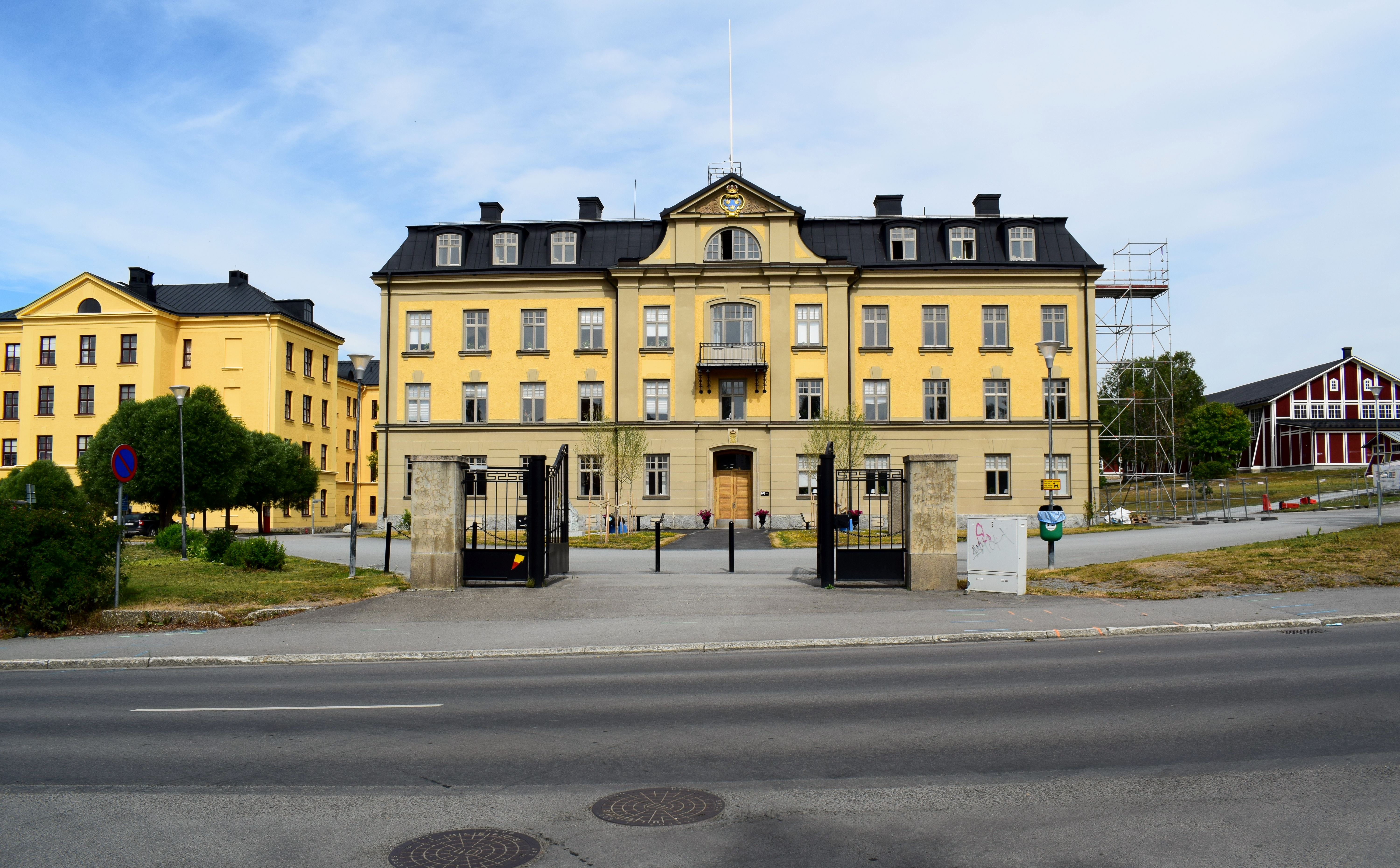
Fältjägargränd

Jämtlands fältjägarregemente flyttade 1910 in i kaserner uppförda efter 1901 års härordnings byggnadsprogram efter Fortifikationens typritningar för infanterietablissemang. Sextio byggnader uppfördes inom kasernområdet plus lika många inom förrådsområdet. Förutom Jämtlands fältjägarregemente fanns inom området även Svea ingenjörkårs mobiliseringscentral i Östersund (Ing 1 Ö) mellan åren 1940–1951 och sedan Svea ingenjörregemente mobiliseringscentral i Östersund (Ing 3 Ö) mellan åren 1951 och 1956. Genom försvarsbeslutet 2000 flyttades utbildningsbataljonen från Norrlands trängkår över till Jämtlands fältjägarregemente.

## Kyrkgatan

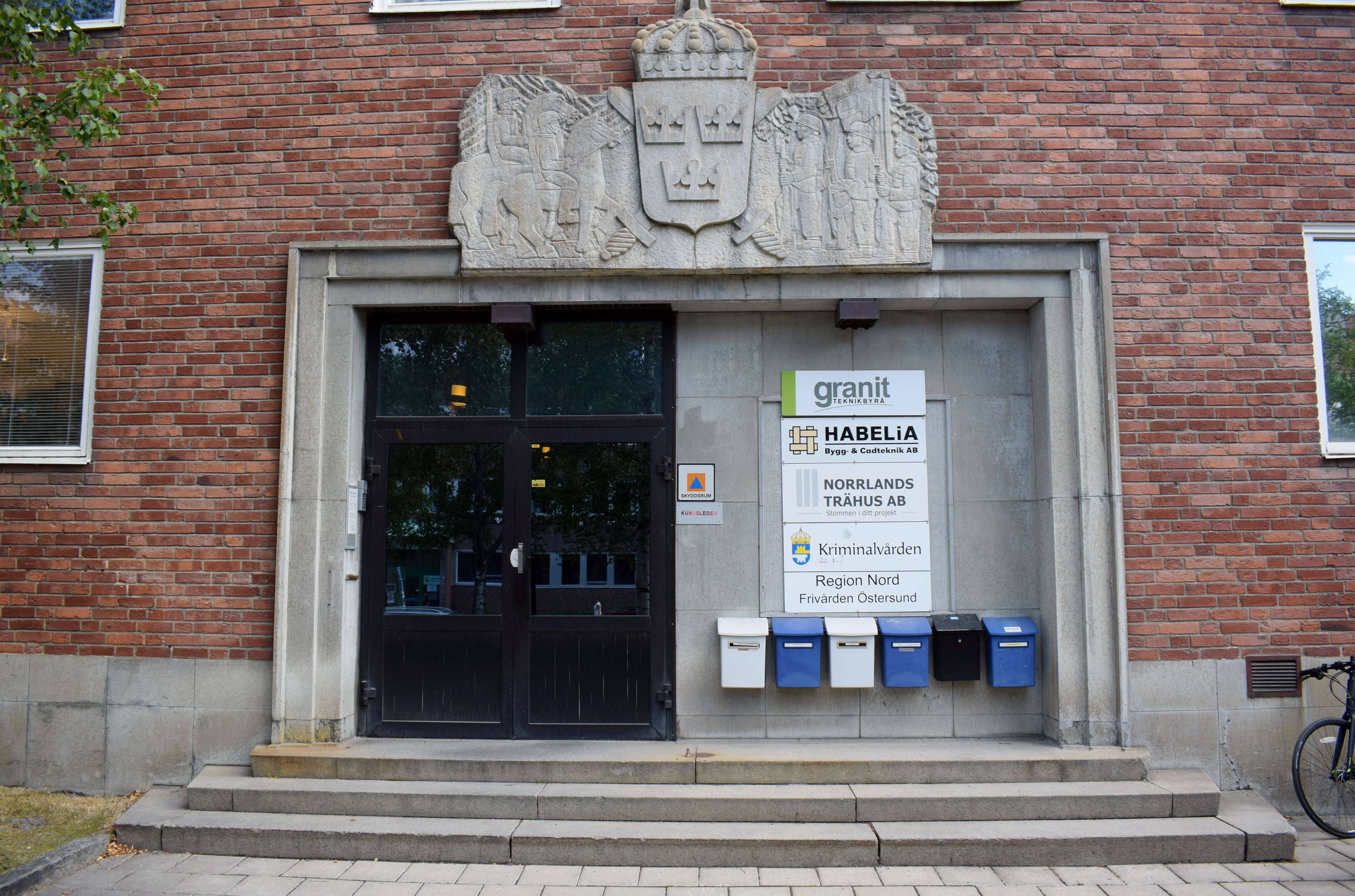
Portalen till stabsbyggnad på Kyrkgatan 53, Österhus, är utförd av den kände skulptören professor Bror Marklund.

När militärområdesstaben bildades den 1 oktober 1942, övertogs den stabsbyggnad som II. arméfördelningen var grupperade till på Storgatan 47. Åren 1944–1945 uppfördes en ny stabsbyggnad på Kyrkgatan 47, där militärområdesstaben kunde flytta in sommaren 1945. I april 1968 påbörjades "Stabsbyggnad A 2" på Kyrkgatan 76 och togs i besittning ett år senare. Senare kom huset att kallas "Västerhus". Kyrkgatan 47 kom därmed att kallas för "Österhus". Efter att staben upplöstes och avvecklades, kom de båda byggnaderna att omvandlas till kontor.

## Lugnvik
På Wikander väg i Lugnvik i norra Östersund uppfördes 1917 ett havremagasin, vilket under efterkrigstiden kom att utökas med flera byggnader. På platsen var bland annat det detachement ur Svea ingenjörkår som verkade inför att Norrlands ingenjörkår skulle bildas. Från den 1 juli 1940 utgjorde platsen förläggning till Ing 1 mobiliseringscentral i Östersund (Ing 1 Ö). Från den 1 december 1951 övertogs mobiliseringscentralen av Bodens ingenjörkår och benämndes Ing 3 mobiliseringscentral i Östersund (Ing 3 Ö).Den 31 augusti 1956 upplöstes mobiliseringscentralen som särskild organisation och uppgick i Jämtlands fältjägarregemente. Byggnaderna var under andra hälften av 1900-talet miloförråd.
Efter att försvaret lämnade de centrala delarna av Östersund 2006 kvarstod fastigheten i Lugnvik inom försvaret. År 2018 föreslogs det att försvaret skulle lämna Frösön för att flytta sin verksamhet till fastigheten Lugnvik. Fastigheten ägs av Fortifikationsverket men kräver om- och tillbyggnader av förrådsdelar och kontors- och förläggningsutrymmen för cirka 220 miljoner. En planerad flytt från Frösön till Lugnvik är planerad till årsskiftet 2020/2021. Dock kan den förskjutas om FMV väljer att samlokalisera sin verksamhet i Lugnvik från Rådhusgatan i Östersund. Från Lugnvik kommer Fältjägargruppen ha en nära anslutning till Dagsådalens skjutfält som det ligger i nära anslutning till. I november 2019 blev det klart att Östersunds kommun sålde 11,5 hektar mark till Fortifikationsverket för drygt 4 miljoner kronor, mark som ligger intill den tomt som försvaret redan förfogar över med kraftvärmeverket som granne. Marken tillhörde tidigare försvaret, men såldes till kommunen när Jämtlands fältjägarregemente avvecklades. Målet är att försvaret ska lämna Frösön och flytta till Lugnvik i november 2022.

## Regementegatan 25-27

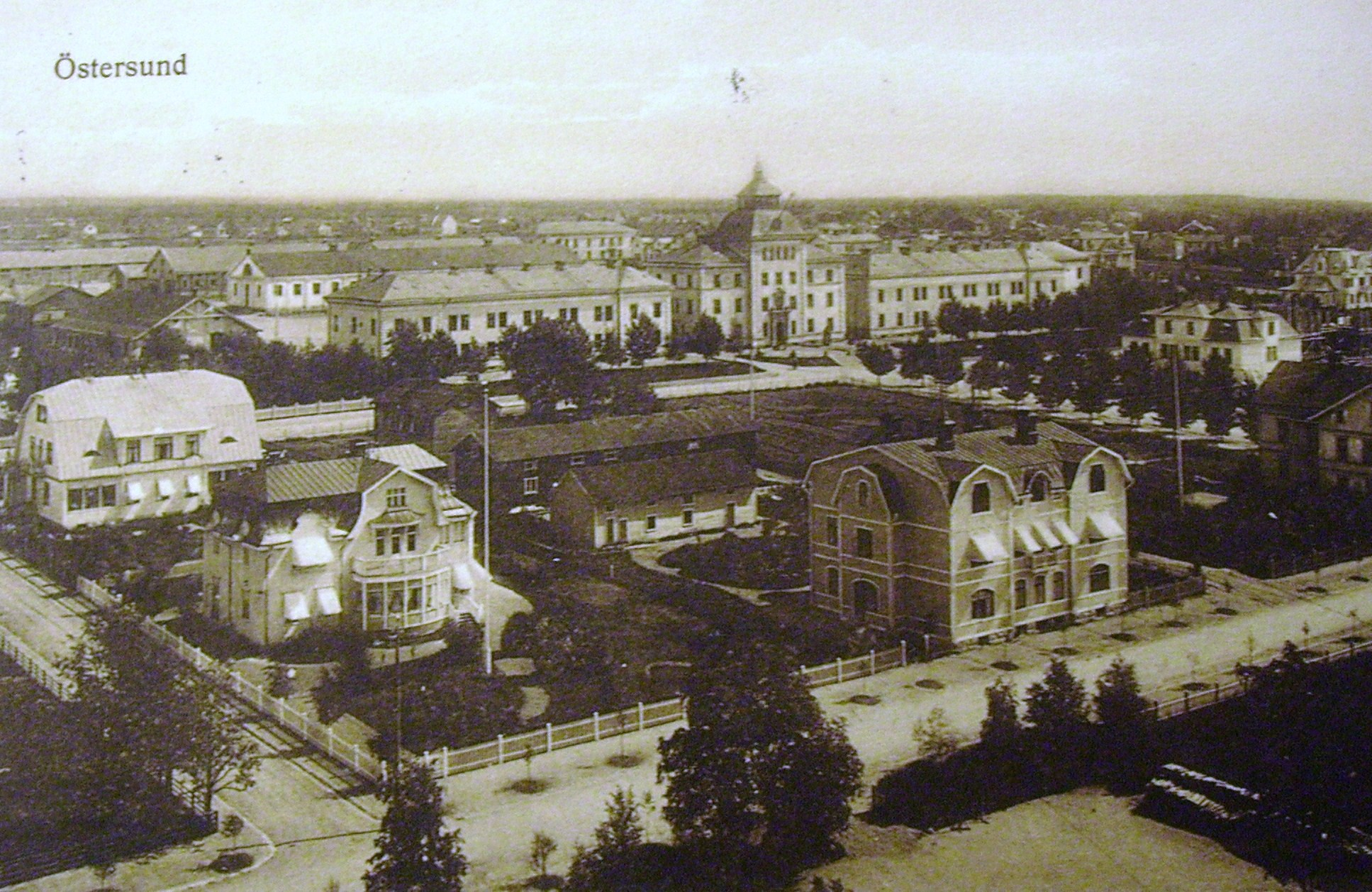
Regementegatan

Norrlands artilleriregemente flyttade mellan åren 1893 och 1895 in successivt i kaserner uppförda efter 1892 års härordnings byggnadsprogram. Etablissemanget bestod ursprungligen av 18 byggnader men genom åren uppfördes det ca 75 byggnader. När regementet avvecklades såldes anläggningen till Vasallen och  14 äldre byggnader inom den centrala delen av kasernområdet förklarades som statligt byggnadsminne. Till förbandet tillhörde tre övningsfält: Grytans skjutfält, Hokrenslägret och Björnängelägret. Inom området har även två skolor verkat, Artilleriets kadettskola (ArtKS) och Artilleriets officersaspirantskola (ArtOAS). ArtKS mellan åren 1945–1951 och ArtOAS åren 1942–1945. Nedre norra arméfördelningen (2. förd) hade stabsplats inne på A 4, i förvaltningshuset vid kaserngårdens norra del - öster om matsalen i ridhusets (skolhusets) norra förlängning.

## Rådhusgatan

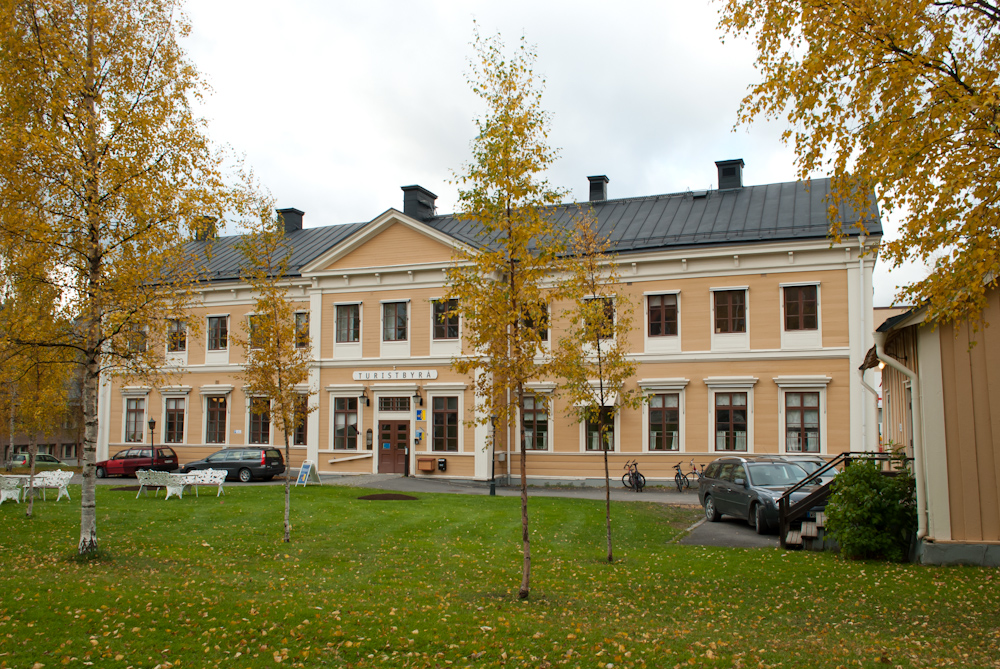
Gamla läroverket vid Rådhusgatan 44

Vid Rådhusgatan har ett antal förband och förvaltningar haft sina staber. Vid Rådhusgatan 20 hade Nedre Norrlands militärområdes intendenturförvaltning (IFNN) sin stab, Rådhusgatan 44 hade Jämtlands fältjägarregemente sina stamskolor åren 1905–1911. På Rådhusgatan 104 hade Värnpliktskontoret Nedre Norrland (VKNN) sina lokaler.

### Krigsförband
Se även: Lista över svenska infanteribrigader

### Staber
- 1893–1927: VI. arméfördelningen
- 1928–1936: Norra arméfördelningen
- 1937–1942: II. arméfördelningen
- 1942–1966: II. militärområdet
- 1966–1993: Nedre Norrlands militärområde
- 1941–1978: 2. arméfördelningen
- 1991–1997: Nedre norra arméfördelningen
- 1942–1997: Jämtlands försvarsområde
- 1943–1957: Norra flygbasområdet

### Förvaltningsstaber
- 1966–1976: Nedre Norrlands militärområdes intendenturförvaltning (IFNN)
- 1966–1976: Nedre Norrlands militärområdes tygförvaltning (TFNN)
- 1976–1993: Nedre Norrlands militärområdes materielförvaltning (MFNN)
- 1966–1991: Nedre Norrlands militärområdes verkstadsförvaltning (VFNN)
- 1966–1982: Nedre Norrlands militärområdes byggnadskontor (ByNN)
- 1982–1994: Nedre Norra byggnadsområdet (FortF/NN)
- 1969–1995: Nedre norra värnpliktskontoret (VKNN)
- 1944–1949: Arméns centralmagasin i Östersund (ACÖ)
- 1941–1966: Arméns intendenturförråd i Östersund (AIÖ)

## Torråsen
Som ett led i återetablering av Västernorrlands regemente med Jämtlands fältjägarkår, presenterade Försvarsmakten och Fortifikationsverket den 15 december 2021 sina planer för återetableringen av Jämtlands fältjägarkår i Östersund. Planen är att uppföra ett nytt kasernetablissement på Torråsen norr om Östersund. Torråsen är ett gammalt övningsområde och ligger i söder om E45, i direkt anslutning till Dagsådalens skjutfält norr om E45, samt möjliggör till ytterligare tillväxt på sikt. Inför beslutet studerades tre alternativ, Grytans läger söder om Östersund, Torråsen norr om Östersund samt Lugnvik. Bakgrunden till Försvarsmakten val av gruppering, är för att ha nära till Östersund centrum, Grytans skjutfält och Dagsådalens skjutfält, men även att Torråsen ger Försvarsmakten möjlighet att på sikt växa i Östersund.
Att ett nytt kasernetablissement uppförs, innebar samtidigt att Försvarsmakten kan planera efter hur ett nytt typregemente ska se ut. Då behovet av lokaler inte är detsamma som när kasernetablissementet vid Fältjägargränd uppfördes i början av 1900-talet. Det nya kasernetablissementet kommer vara klart att tas i bruk årsskiftet 2028/2029 och omfattar då cirka 40 hektar inhägnad mark som bland annat utgöras av kaserner med logement, matsal, idrottshall, förråd, fordonshallar. Tillsvidare kommer Jämtlands fältjägarkår vara grupperat till temporära lokaler som Fortifikationsverket hyr på det före detta flottiljsområdet på Frösön.
I september 2022 ansökte Fortifikationsverket hos Östersunds kommun om ett så kallat planbesked om ett nytt kasernetablissement. Ansökan gällde samma området, det vill säga Torråsen, men de 40 hektar mark hade i ansökan utökats till 70 hektar mark. Kasernetablissementet kommer delas upp på ett motorområde med verkstäder, skärmtak, förråd och drivmedelsanläggning, samt ett tyst område med bland annat kaserner, kontor, idrottsanläggningar och matsal.

## Minnesstenar och minnesmärken
| Bild | Minnessten                   | Koordinater                                       | Kort beskrivning |
| ---- | ---------------------------- | ------------------------------------------------- | --- |
|      | Jämtlands dragonregemente    | 63°11′38″N 14°28′52″Ö / 63.193995°N 14.481247°Ö , | År 1680 fick överste Åke Ulfsparre fullmakt att återupprätta ett jämtländskt regemente. År 1688 fann detta sin form i överenskommelsen med jämtarna om införandet av indelningsverket för ett kavallerikompani om 100 ryttare och ett dragonregemente om 1048 dragoner. Överenskommelsen är känd som Brunflotraktaten. Regementet kom att benämnas Jämtlands dragonregemente. År 1686 inspekterade Carl XI regementet på Frösön, stenen restes i samband med hans besök. |
|      | Jämtlands flygflottilj       | 63°11′38″N 14°28′53″Ö / 63.1938°N 14.481387°Ö ,   | Minnessten i granit över Jämtlands flygflottilj på Frösö, med texten "Jämtlands flygflottilj - F 4 - 1926–2006 - Till minne av de som verkat här". Minnessten restes den 21 juni 2005 av överste Hans Hansson i samband med avslutningsceremonin vid avvecklingen av flottiljen. |
|      | Jämtlands fältjägarregemente | 63°10′57″N 14°38′33″Ö / 63.18261°N 14.64237°Ö     | Minnessten över Jämtlands fältjägarregementes beredskap i Östersund |
|      | Jämtlands fältjägarregemente | 63°10′57″N 14°38′32″Ö / 63.182548°N 14.64212°Ö    | Minnessten över Jämtlands fältjägarregemente + 2 kanoneldrör i Östersund |
|      | Norrlands artilleriregemente | 63°10′37″N 14°38′46″Ö / 63.176895°N 14.646052°Ö   | Minnessten av granit rest 1997 av Norrlands artilleriregemente i Östersund |
|      | Norrlands artilleriregemente | 63°06′44″N 14°49′48″Ö / 63.112284°N 14.830137°Ö   | Minnessten av granit rest av Norrlands artilleriregemente vid infarten till Grytans skjutfält. Minnessten är försedd med texten "Här övade Norrlands artilleriregemente under åren 1893–1997" |

### Webbkällor
- Från Garnisonsstad Till Framtidstro
- Östersunds Garnison på besök i Krokom